# 利东镇
利东镇是中国黑龙江省哈尔滨市木兰县下辖的一个镇，位于木兰县西北。

## 行政区划
桥头溪乡下辖以下地区：
利中村、三良村、利民村、利鲜村、丹东村、三胜村和利北村。